# Peltacanthina aurisriata
Peltacanthina aurisriata är en tvåvingeart som beskrevs av Günther Enderlein 1924. Peltacanthina aurisriata ingår i släktet Peltacanthina och familjen bredmunsflugor. Inga underarter finns listade i Catalogue of Life.